# こんな風に過ぎて行くのなら
『こんな風に過ぎて行くのなら』（こんなふうにすぎてゆくのなら）は、1996年6月26日に発表された浅川マキの28枚目のアルバムである。

## 解説
10曲中、6曲が過去の曲のリメイク（再録音・セルフカバー）である。アドバイザーとして、ギタリストの土方隆行、ベーシストの後藤次利がクレジットされている。
なお、Track10は『Long Good-bye』に収録されている。

## 収録曲
1. 今夜はオーライ
作詩[1]・作曲：浅川マキ
  - セルフカバー。初出は『幻の男たち』(1983年)。
2. 埠頭にて
作詩：浅川マキ／作曲：飛田一男
3. SOME YEARS PARST (II)
作詩：浅川マキ／作曲：飛田一男
  - なお、Parstはミススペルではなく造語である。
4. あの男が死んだら
作詩・作曲：Irving Berlin／日本語詩：浅川マキ
  - セルフカバー。初出は『裏窓』(1973年)。「あのひとがしんだら」と読む。
5. ネオン輝く日々 (II)
作詩・作曲：浅川マキ
6. 別れ
作詩・作曲：浅川マキ
  - セルフカバー。初出は『MAKI LIVE』(1972年)。
7. まだ若くて
作詩：浅川マキ／作曲：後藤次利
  - セルフカバー。初出は『WHO'S KNOCKING ON MY DOOR』(1983年)。
8. Mid-Channel
作詩：浅川マキ／作曲：後藤次利
9. コントロール
作詩：浅川マキ／作曲：後藤次利
  - セルフカバー。初出は『WHO'S KNOCKING ON MY DOOR』(1983年)。
10. こんな風に過ぎて行くのなら
作詩・作曲：浅川マキ
  - セルフカバー。初出は『裏窓』(1973年)。

## 演奏者
- 浅川マキ：Vocals
- 土方隆行：Guitar, Adviser
- 飛田一男：Guitar
- 松田洋：Guitar
- 後藤次利：Bass, Adviser
- 富樫春生：Piano, Synthesizer
- セシル・モンロー：Drums
- 平出悟：Drums
- 青山純：Drums
- 山木秀夫：Drums
- 植松孝夫：Tenor Sax

## Recording Staff
- 柴田徹：Recording & Mixing Engineer
- 藤田和明：Recording & Mixing Engineer
- 斉藤匡崇：Recording Engineer
- 木下(george)孝：Mastering Engineer
- 小泉純二：Mastering Engineer
- 松村崇：Studio Coordinator
- 田村仁：Photographer
- 小島みどり：Design & Edit
- 持田由美：Designer
- 小林ふさ子：Costume
- 加茂啓太郎：A & R Director
- 水谷淳一：Promotion
- 下河辺晴三：Executive Producer
- 中曽根純也：Executive Producer